# اندرو لویتاس
اندرو لویتاس (زاده ۴ سپتامبر ۱۹۷۷) نقاش، مجسمه‌ساز، فیلم‌ساز، نویسنده، تهیه‌کننده، عکاس، رستوران‌دار، و بازیگر آمریکایی است.

## اوایل زندگی
لویتاس در شهر نیویورک متولد شد. او تحصیلات خود را در مدرسه هوراس مان و دالتون در منهتن نیویورک گذراند. پس از فارغ‌التحصیلی از مدرسه دالتون، به دانشگاه نیویورک رفت. اندرو در سال ۲۰۰۰ پس از اخذ مدرک از مدرسه گالاتین دانشگاه نیویورک فارغ‌التحصیل شد. او یک آمریکایی یهودی است.

## فیلم‌شناسی

### تهیه‌کننده
- پروژه رامین بحرانی بدون عنوان (۱۳۹۰) (تهیه‌کننده مشترک)
- گردن بزرگ (۲۰۱۳) (تهیه‌کننده)
- Regular Boy (2014) (تهیه‌کننده)
- Below the Surface (2011) (تهیه‌کننده)
- هنر سر کردن (۲۰۱۱) (تهیه‌کننده اجرایی)
- بازیگر زن بد (۲۰۱۱) (تهیه‌کننده مشترک)
- جستجو برای زرق و برق (۲۰۰۹) (تکمیل شده) (تولیدکننده وابسته)
- Innocence (2014) (تهیه‌کننده)[۸]
- Affluenza (2014) (تهیه‌کننده اجرایی)
- سیبرگ (TBA) (تهیه‌کننده)
- گل (۲۰۱۷) (تهیه‌کننده اجرایی)
- کلاغ سفید (۲۰۱۸) (تهیه‌کننده)
- مزرعه داری (۲۰۱۸) (تهیه‌کننده)
- My Zoe (2019) (تهیه‌کننده)
- Last Moment of Clarity (2019) (تهیه‌کننده)
- جورج تاون (۲۰۱۹) (تهیه‌کننده)
- دروازه (۲۰۲۰) (تهیه‌کننده، نویسنده)
- معدن سنگ (۲۰۱۹) (تهیه‌کننده اجرایی)
- آخرین لجظه وضوح (۲۰۲۰) (تهیه‌کننده)

### بازیگر
- هنر سر کردن .... (۲۰۱۱)
- غلتک‌های مقدس (۲۰۱۰). . . . دیوید
- جعبه (2009/I) . . . . Black Op
- دارودسته . . . . گرگ (۱ قسمت، ۲۰۰۹)
- آتش دوستانه (2006) (V)
- سالن زیبایی (۲۰۰۵) . . . . استیسی
- هلبنت (۲۰۰۴). . . . چاز
- ساحل شمالی . . . . ریس (۱ قسمت، ۲۰۰۴)
- همه چیز نسبی است. . . . ادی دونوان (۱ قسمت، ۲۰۰۳)
- پارتی ساحلی روانی (۲۰۰۰). . . . پروولونی
- پسر با جهان ملاقات می‌کند. . . . لوتر (۱ قسمت، ۱۹۹۹)
- حزب پنج نفر . . . . کامرون ولکات (۶ قسمت، ۱۹۹۹)
- پرستار بچه . . . مایکل (۴ قسمت، ۱۹۹۸–۱۹۹۹)
- نیک فرنو: معلم دارای مجوز . . . . مارکو رومرو (۲۱ قسمت، ۱۹۹۷–۱۹۹۸)
- دورن و بیرون (۱۹۹۷). . . . مرد اتاق رختکن

### کارگردان
- لالایی (۲۰۱۳) (کارگردان و نویسنده)
- میناماتا (۲۰۲۰) (کارگردان و نویسنده)